# Dreifaltigkeitsaltar aus St. Jakobi (Stralsund)

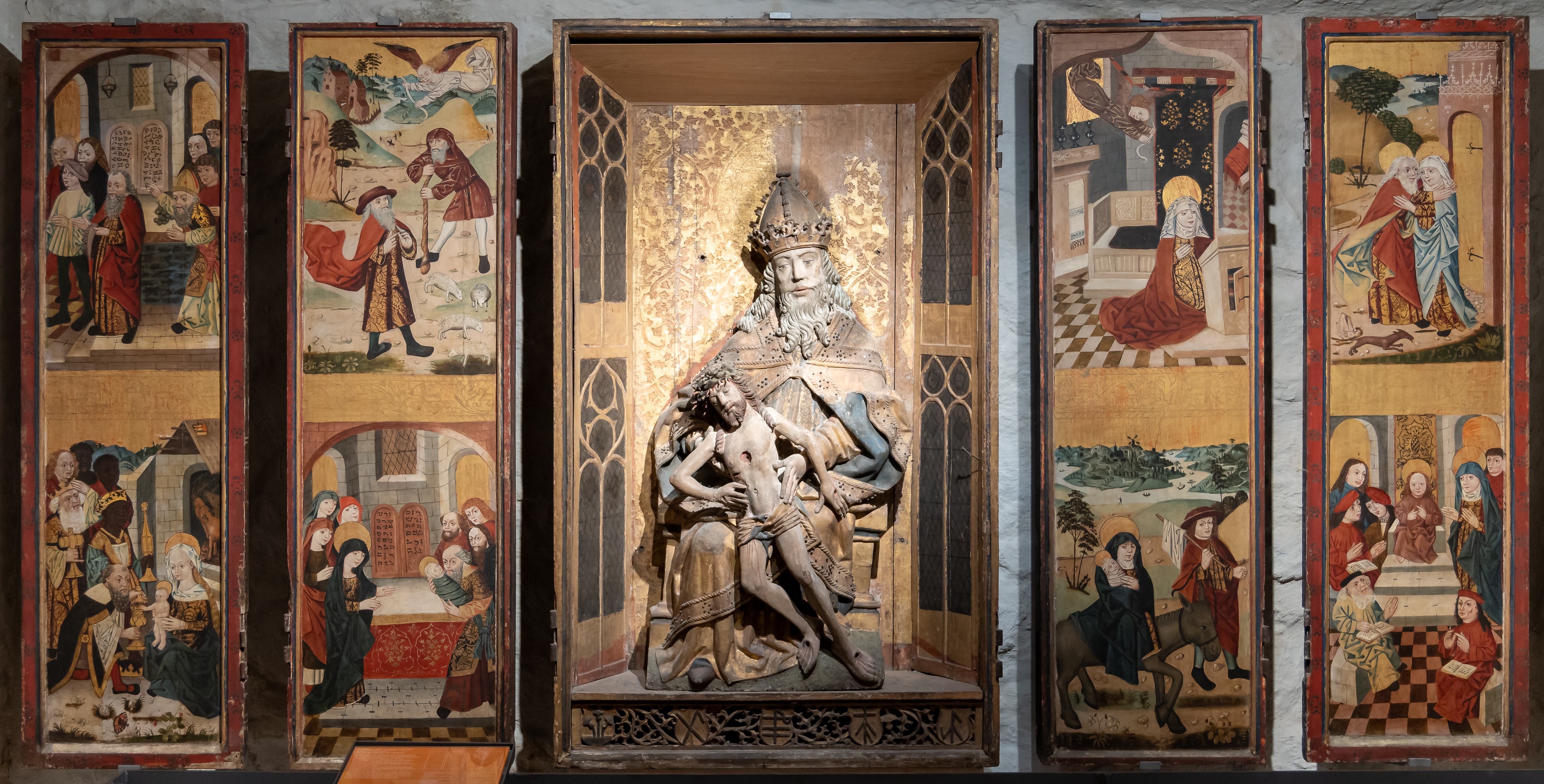
Teile des Dreifaltigkeitsaltares im Pommerschen Landesmuseum Greifswald (2024)

Der Altar der Heiligen Dreifaltigkeit, auch Dreifaltigkeitsretabel, Gnadenstuhl- oder Levelingaltar bezeichnet, ist ein ursprünglich vierflügeliges Altarretabel aus Eichenholz mit geschnitzten und gemalten Szenen aus dem Jahr 1515.
Die erhalten gebliebenen Teile der Retabels wurden 2002 als Dauerleihgabe der Stralsunder Kirchengemeinde St. Jakobi / Heilgeist an das Pommersche Landesmuseum in Greifswald der Öffentlichkeit zugänglich gemacht. Dort sind sie Bestandteil der Dauerausstellung.

## Bedeutung
Der Flügelaltar zählt zu bedeutenden Arbeiten der spätmittelalterlichen Kunstwerkstätten Stralsunds. Er zeugt von einer künstlerischen Verwandtschaft mit dem Schneideraltar und dem Hochaltar der St. Nikolaikirche in Stralsund.
Es wird vermutet, dass der Mittelschrein das Werk eines Stralsunder Meisters war, während die Ausschmückung der Flügel von den Gesellen übernommen wurde, was bspw. vom Altar der Heiligen Sippe in St. Jakobi bezeugt ist. Das filigrane Schnitzwerk zeugt von der hohen Qualität der um 1500 tätigen Stralsunder Kunstwerkstätten, die Verbindungen zu allen drei Stadtkirchen (neben der Jakobi-Kirche:  St. Nikolai und St. Marien) aufweisen.

## Geschichte

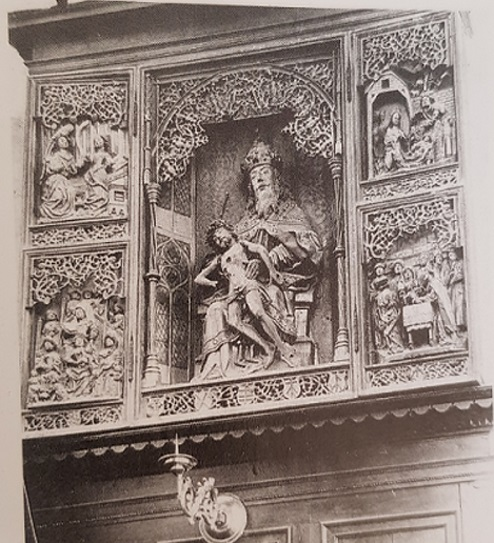
Der Dreifaltigkeitsaltar (Mittelschrein und geschnitzte Innenflügel) in St. Jakobi Stralsund bis 1943/44

Im späten 15. Jahrhundert besaß die städtische Jakobikirche in Stralsund 50 Altäre und Kapellen. In einem 1471 ausgestellten Dokument wird ein Seitenaltar vor dem Ratsstuhl genannt.  Aus dem Jahr 1515 ist die Zustiftung eines Dreifaltigkeitsaltares in St. Jakobi urkundlich belegt. Nähere Umstände sind allerdings nicht bekannt. Als Beigabe zum Altar wurde im gleichen Jahr ein vergoldeter Gürtel zu dem Dreifaltigkeitsaltar hinter dem Ratsgestühl gestiftet. In seiner Dissertation vermutet Bernhard Kunkel, dass der Erlös des vergoldeten Gürtels zur Bezahlung des Schreinwerkes herangezogen worden war. Damit kann eine Stiftung durch einen Stralsunder Ratsherrn angenommen werden. Da im Rankenfries unter dem Mittelschrein des gegenwärtigen Gnadenstuhlaltares eines der fünf abgebildeten Wappen bzw. Hausmarken mit der Familie Leveling in Verbindung gebracht wird, könnte es sich bei dem urkundlich belegten Dreifaltigkeitsaltar und dem gegenwärtig im Pommerschen Landesmuseum ausgestellten Flügelretabel um denselben Altar handeln. Nachweisbar ist die Stiftung eines Altares durch den Stralsunder Ratsherrn Gerd Leveling (Amtszeit: 1496–1517). Der geschnitzte Teil des Altaraufsatzes war bis 1943/44 über dem Ratsgestühl in der Jakobikirche zu Stralsund untergebracht.
Im Laufe der Jahrhunderte erlitt die Jakobikirche zahlreiche Verwüstungen, Brandkatastrophen und Kriegsschäden. 1525 wurde die Kirche im Rahmen des Stralsunder Kirchenbrechens  geplündert. 1662 brach nach einem Blitzschlag ein Brand aus, der das Dach und den Turm zerstörte. Die herabstürzenden Glocken verursachten Schäden bei der Kirchenausstattung. 1678 wurde die Kirche beim Beschuss der Stadt durch den Großen Kurfürsten schwer getroffen und brannte aus. Bei der Belagerung der Stadt im Großen Nordischen Krieg trafen 1715 vierzig Bomben und viele Kanonenkugeln den Turm, das Kirchenschiff und die Orgel. 1806 wurde die Kirche von französischen Besatzungsmächten als Pferdestall genutzt. Im Altarraum wurde ein offenes Wachtfeuer unterhalten
In den 1930er Jahren beschrieb der Stralsunder Pastor Hermann Deißner (1873–1952) den Kreuzabnahmealtar und den an der Westseite am Ratsstuhl befindlichen Schrein „mit Gott-Vater im Mittelstück“. Seiner Auffassung nach hätten beide Schreine immer über dem Ratsstuhl gehangen. Allerdings stammte der damals vorhandene Ratsstuhl aus dem 17. Jahrhundert. Der von Deißner beschriebene Gnadenstuhlaltar bestand jedoch lediglich aus dem Mittelschrein, in dem der Gnadenstuhl darstellt ist, und zwei geschnitzten beweglichen Innenflügeln mit plastischen Darstellungen. Sowohl die ursprünglich zum Retabel gehörige Predella als auch die zwei bemalten Außenflügel wurden wohl nach der Reformation abgetrennt. Die nicht verwendeten Teile der Altarausstattung wurden bis zur Auslagerung im Zweiten Weltkrieg in der unteren Turmhalle gelagert.
Aus einem Brief von Pastor Deißner an Oberbürgermeister Carl Heydemann vom April 1936 wird der allgemein schlechte Erhaltungszustand des Schreins ersichtlich. Neben den allgemeinen Alterungserscheinungen werden Schäden und Verluste aufgezählt, die der „sehr geschickte Bildhauer Pawel“ aus Köslin in Pommern bereits im Herbst 1935 ergänzt hatte. Auch die schlecht erhaltenen Malereien der Flügel wurden 1936 durch den Kirchenmaler Hoffmann restauriert.
Im Zweiten Weltkrieg wurden die Stralsunder Kirchen beim Bombenangriff am 6. Oktober 1944 schwer beschädigt. Am meisten in Mitleidenschaft gezogen wurde St. Jakobi. Die Gewölbe im südlichen Seitenschiff stürzten ein, ebenso wie einzelne Teile der Dachkonstruktion. Die Fenster und Portale wurden zerstört, das Kircheninterieur nahezu komplett verwüstet. Einige Kunstwerke waren bereits vor 1943 sicherheitshalber ausgelagert worden. Dazu gehörte auch dieses Retabel, welches nach Kriegsende schwer beschädigt zurückkehrte. Dabei sind zwei der vier geschnitzten Felder der inneren Flügel verlorengegangen. Bis in die 1990er Jahre war es in der Turmvorhalle der Jakobikirche abgestellt und war für die Öffentlichkeit nicht zugänglich. 2002 wurde es restauriert und als Dauerleihgabe ins Greifswalder Museum überführt.

## Beschreibung

### Mittelschrein

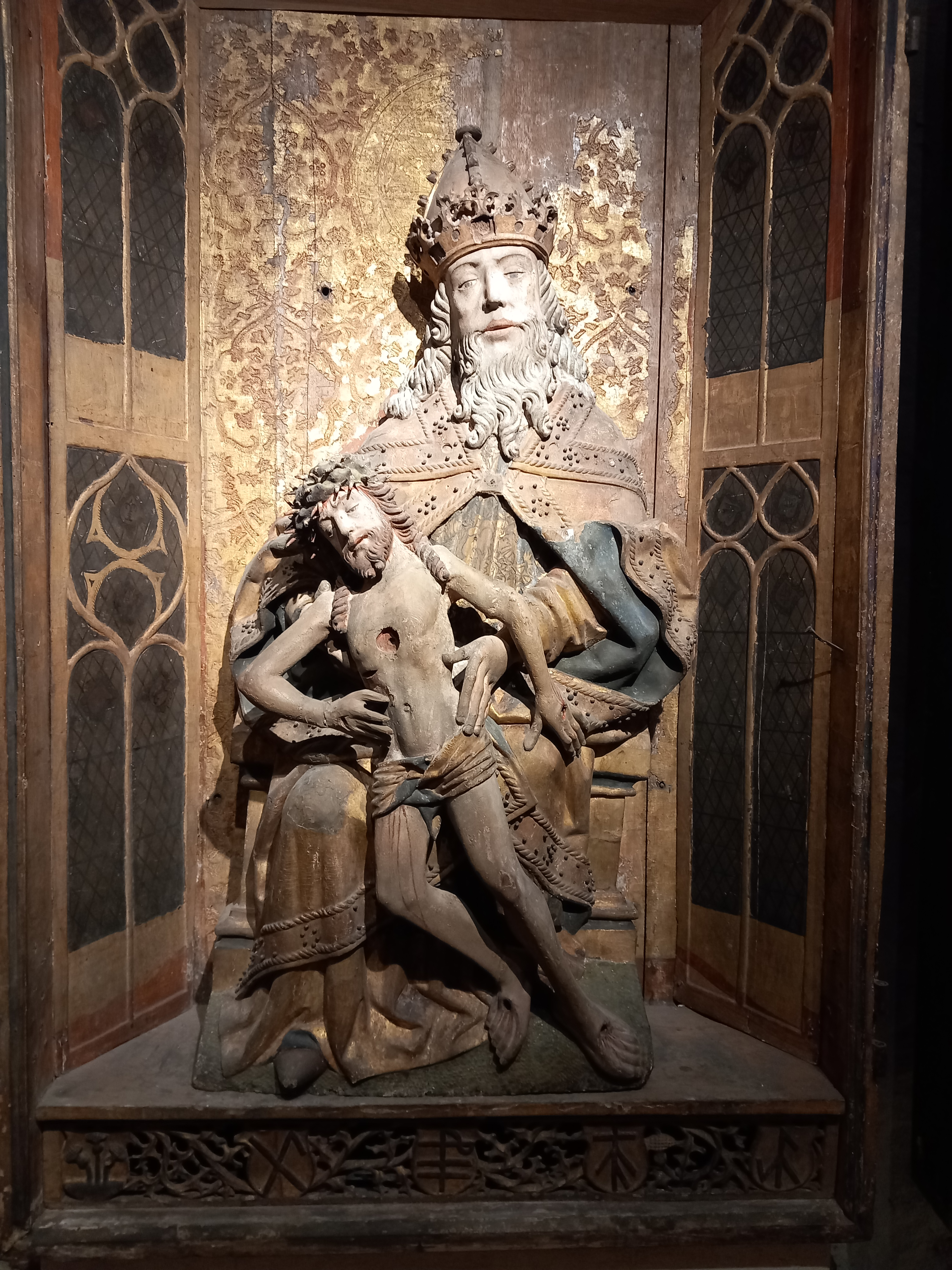
Mittelschrein des Flügelretabels mit der Darstellung des Gnadenstuhls

Der große, beide Register füllende Mittelschrein zeigt die Darstellung des Gnadenstuhls. Die Maße betragen 175,5 × 103,8 × 32 cm (Brettstärke: ca. 4 cm). In einer bühnenartigen, den Kirchenchor imitierenden Architektur sitzt Gottvater auf einem Thron, dessen Rückenlehne mit einem überbreiten, ausgespannten, gerahmten und goldenen Brokat mit Granatapfelmuster ausgefüllt ist. Die Thronverzierung ist in einem schlechten Erhaltungszustand. Auf seinem Kopf trägt Gottvater die Krone des Allherrschers. Das Gesicht mit dem rauschenden, weißen Bart stellt einen Mann im weisen Alter dar. Der Blick ist nach unten gerichtet. Über seinem blauen, die himmlische Sphäre symbolisierenden Gewand trägt er ein ausgespanntes goldenes Pluviale, das mit einer edelsteingeschmückten Borte verziert ist. Auf seinem Schoß hält er den vom Kreuz abgenommenen und mit einem Lendentuch bekleideten Christus, dessen Schläfe unter der Dornenkrone blutbedeckt ist. Durch die angewinkelten Arme und die zur Seite gelegten Beine werden die Nagelwunden präsentiert. Die offenen, nach unten gerichteten Augen und das lebendige Gesicht zeugen davon, dass der Gottessohn nicht tot ist.

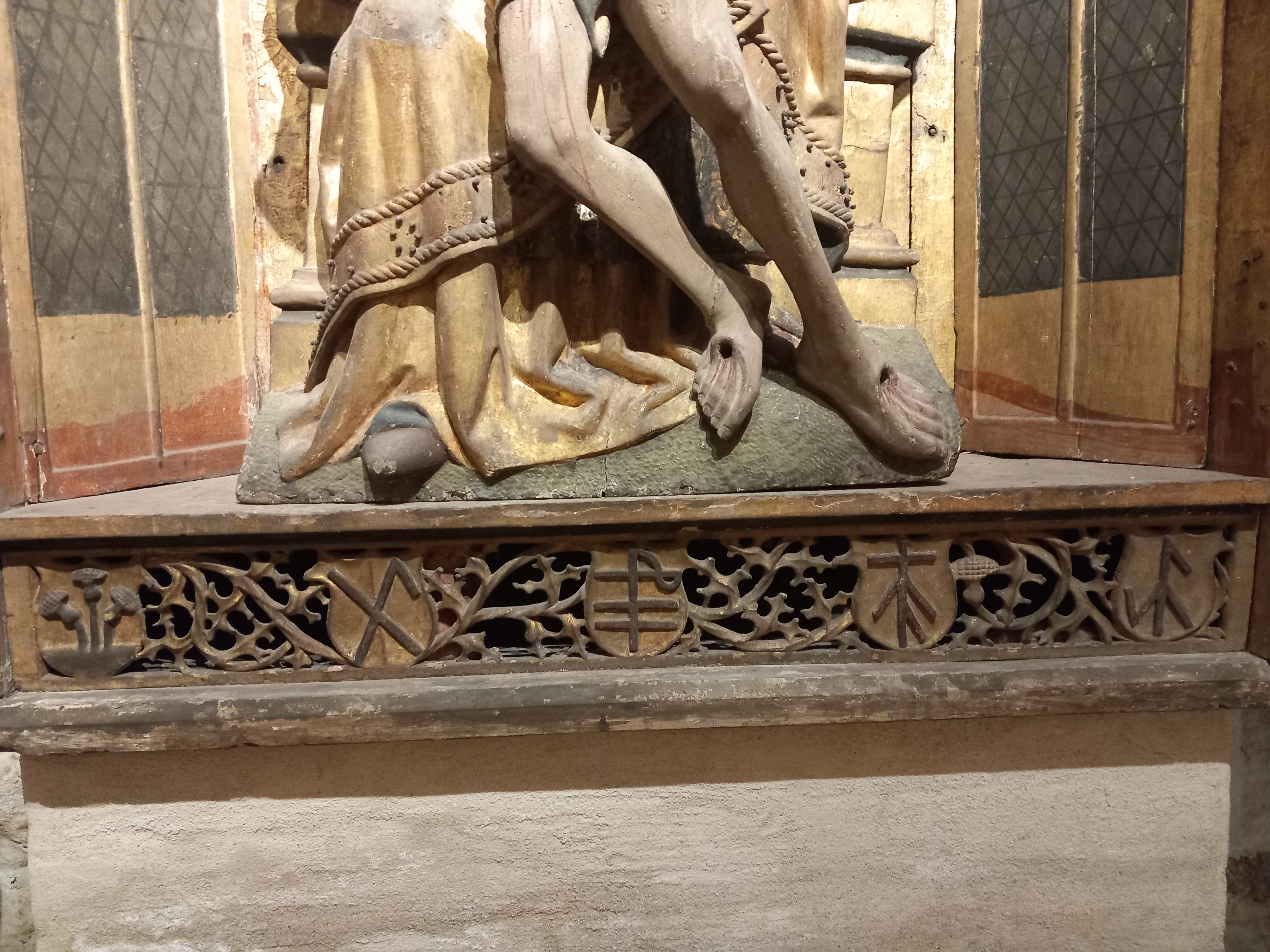
Stralsunder Wappen bzw. Hausmarken

 Ein großes Loch im Herzensbereich geht auf eine Beschädigung zurück. Aus historischen Fotos geht hervor, dass diese bereits im frühen 20. Jahrhundert vorhanden war. Die Darstellung des über dem Gottvater schwebenden Heiligen Geistes in der Gestalt einer Taube fehlt. Die namensgebende Dreifaltigkeit ist daher nur noch unvollständig. Ursprünglich war über dem Thron ein Baldachin aus spätgotischem, halbrundbogigem Holzrankenwerk ausgespannt, das auf der Kämpferzone zweier gedrehter Säulen aufgesetzt war. Die Bühnendarstellung wird von einem Rankenfries verziert. Darauf sind fünf Wappen bzw. Hausmarken zu sehen.

### Geschnitzte Innenflügel (nur teilweise erhalten)
Eine historische Aufnahme ermöglicht die Rekonstruktion der Darstellungen auf den geschnitzten Innenflügeln des Retabels. Auf vier Tafeln wird die Kindheitsgeschichte Jesu erzählt. Auf dem linken Flügel waren die Verkündigung an Maria und die Heilige Sippe zu sehen. Der rechte Flügel stellte die Heilige Familie vor der Krippe und die Beschneidung Jesu dar. Erhalten geblieben sind lediglich die erste und die letzte Tafel. Die Verkündigungsszene weist von der Komposition und der Ausführung her eine Ähnlichkeit zum Stil des Predellameisters vom Hauptaltar der Nikolaikirche auf.
Die Felder zeigen eine tiefe Raumwirkung auf. Im oberen Feldbereich sind sie vom Holzrankenwerk, im unteren Bereich vom Rankenfries verziert. Damit korrespondieren sie mit dem zentralen Aufsatz.

### Bemalte Flügel
Im oberen Register sind vier Szenen aus dem Leben Joachims und Annas, der Eltern Mariens dargestellt, die sich an die Erzählung des apokryphen Pseudo-Matthäus-Evangeliums orientieren (v. l. n. r.): Abweisung des Opfers – Verkündung an den heiligen Joachim – Verkündigung an die heilige Anna – Begegnung an der Goldenen Pforte. Diese Darstellung ist mit jener am Hochaltar in St. Nikolai zu Stralsund identisch.
Im unteren Register sind Szenen aus der Kindheitsgeschichte Jesu dargestellt, die sich an die Evangelien nach Lukas und Matthäus anlehnen: Anbetung der Könige – Darstellung im Tempel – Flucht nach Ägypten – der zwölfjährige Jesus im Tempel.

### Heutige Darstellungsweise
Die erhalten gebliebenen Teile des Altares werden in der Dauerausstellung des Pommerschen Landesmuseums präsentiert.
In der Mitte ist der Gnadenstuhl positioniert. Die bemalten Tafeln und Flügel flankieren lose den Aufsatz. Ursprünglich befanden sich die bemalten Flügel auf der Rückseite (geschlossene Position) der geschnitzten Innenflügel. Die bemalten Einzelelemente sind so angebracht, dass die darauf dargestellten Geschichten chronologisch erzählt werden. Die beiden erhaltenen geschnitzten Tafel des Innenflügels werden daneben an einer Seitenwand gezeigt. Die beiden Apostelfiguren sind verdeckt. Das folgende Schema zeigt die Aufstellung auf:

#### Festtagsseite
An Festtagen wurden die Flügel aufgeklappt, so dass der geschnitzte Innenflügel zu sehen war.
| linker Flügel (geöffnet)        | Mittelschrein                                                                                 | rechter Flügel (geöffnet)       |
| ------------------------------- | --------------------------------------------------------------------------------------------- | ------------------------------- |
| Skulptur: Verkündigung (Relief) | Skulptur: Gottvater                                                                           | Skulptur: Geburtsrelief (fehlt) |
| Skulptur: Sippenrelief (fehlt)  | Skulptur: Taube, Heiliger Geist (fehlt)                                                       | Skulptur: Beschneidung Christi  |
|                                 | Schleierbrett (fehlt)                                                                         |                                 |
|                                 | Sockelfüllung mit fünf Wappen bzw. Hausmarken. Fassung: Goldhintergrund mit Granatapfelmuster |                                 |

#### 1. Wandlung
Außerhalb der kirchlichen Feste wurden die Innenflügel zugeklappt, so dass die gemalten Tafeln zu sehen waren. Es werden jeweils 4 Szenen aus dem Leben der Heiligen Joachim und Anna sowie der Kindheitsgeschichte Jesu dargestellt. Es handelt sich um Tafelmalerei.
| linke Tafel (innen)                                | linker Flügel (geschlossen) | rechter Flügel (geschlossen) | rechte Tafel (innen)                |
| -------------------------------------------------- | --------------------------- | ---------------------------- | ----------------------------------- |
| Abweisung des Opfers Joachims im Tempel            | Verkündigung an Joachim     | Verkündigung an Anna         | Begegnung vor der Goldenen Pforte   |
| Anbetung des Kindes durch die heiligen drei Könige | Darstellung im Tempel       | Flucht nach Ägypten          | Der zwölfjährige Christus im Tempel |

#### Ansicht an Fastentagen
Im geschlossenen Zustand (2. Wandlung) sind die bemalten Tafeln mit den Darstellungen der Apostel Bartholomäus und Andreas zu sehen.

### Heutiger Zustand

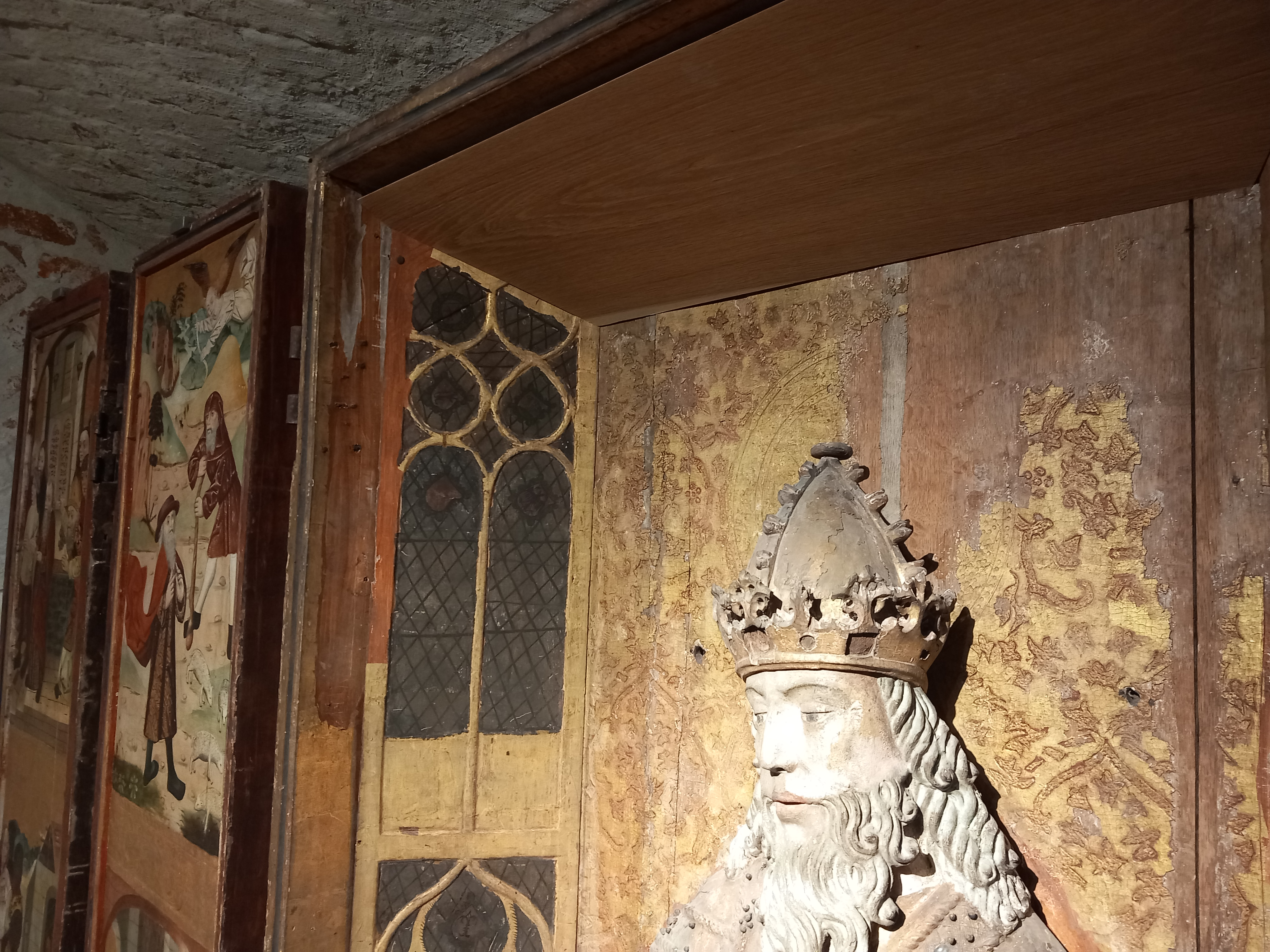
Detail von der Darstellung des Gnadenstuhls (2023)

Erhalten geblieben sind der unvollständige Mittelschrein mit der Darstellung des Gnadenstuhls (es fehlen die Taube als Symbol des Heiligen Geistes sowie die Holzschnitzverzierung oberhalb des thronenden Gottvaters), zwei Teile der geschnitzten Innenflügel, zwei bemalte doppelseitige Seitenflügel mit insgesamt acht Tafeln und zwei Tafeln mit Aposteldarstellungen.
Der Altar wurde 1935/1936 sowie 2002 restauriert. Aufgrund des kriegsbedingten Transportes gingen die beiden inneren, geschnitzten Flügel bis auf zwei Teile verloren. Der Aufsatz weist schwere Schäden auf und ist unvollständig. Die Brokatfassung der Thronverzierung ist lückenhaft und weist Farbverluste auf. Die geschnitzte, filigrane Rankenwerkverzierung ist verlorengegangen. Die Decke des oberen Teils des Aufsatzes wurde durch eine einfache Holzleiste ersetzt. Das Rahmenwerk aller Teile ist beschädigt.

## Besonderheiten
An den Rückseiten des zentralen Altaraufsatzes und der Flügel waren bedruckte Papierstücke an die Schleierbretter geklebt. Diese wurden bei den 2002 durchgeführten Restaurierungsarbeiten entdeckt. Die Papierfragmente wurden mit der unbedruckten Seite nach außen angebracht. Die darauf befindlichen Texte sind in Versform, in mittel- oder hochdeutscher Sprache geschrieben und stammen aus der ersten Hälfte des 15. Jahrhunderts. Vermutlich handelt es sich um die Zweitverwertung von Codices.
Im Kunstdepot der gegenwärtig als Kulturkirche genutzten Jakobi-Kirche befindet sich ein Predellenkasten, der keinem Altarschrein zugeordnet werden kann. An einigen Stellen kommt die grau überstrichene Darstellung des Letzten Abendmahls zum Vorschein. Dabei ist nicht klar, ob es sich bei dieser Predella um ein Retabel aus St. Jakobi oder um ein Tauschobjekt aus umliegenden Kirchen handelt. Von der Forschung konnte bisher das ursprüngliche Aussehen der Predella nicht rekonstruiert werden.

## Der Altar als Gegenstand der Forschung
Der Dreifaltigkeitsaltar war des Öfteren Gegenstand von Forschungen. Der aus Stettin stammende Kunsthistoriker und Hochschullehrer an der Universität Greifswald, Nikolaus Zaske, verfasste 1964 eine Monographie über die drei gotischen Altstadtkirchen Stralsunds. Dabei untersuchte er auch die Geschichte der Stralsunder Altäre. Aus Zaskes Feder stammt die erste genaue Beschreibung des Dreifaltigkeitsaltares, der sich damals in der Turmvorhalle befand. Auch der Greifswalder Theologe und Kirchenhistoriker Hellmuth Heyden untersuchte 1961 die Geschichte der Stralsunder Altstadtkirchen und ging auf den Dreifaltigkeitsaltar ein. Zu den neuesten Forschungsarbeiten ist die 2007 an der Universität Greifswald vorgelegte Dissertation von Burkhard Kunkel (2008 als Monographie veröffentlicht) zu zählen, in der das Retabel bis zur gegenwärtigen Nutzung ausführlich besprochen wurde.

## Forschungsdesiderat
Im Rankenfries unter dem Mittelschrein des gegenwärtigen Gnadenstuhlaltares befinden sich vier Hausmarken und ein Wappen, das mit der Familie Leveling in Verbindung gebracht wird. Bisher wurde ihre genaue Zugehörigkeit nicht identifiziert.